# 在日チェコ人
在日チェコ人（ざいにちチェコじん）は、日本に一定期間在住するチェコ国籍の人々である。

## 統計
日本の法務省の在留外国人統計によると、2018年6月末時点で在日チェコ人は365人である。
在留資格別（4位まで）
| 順位 | 在留資格         | 人数 |
| ---- | ---------------- | ---- |
| 1    | 興行             | 92   |
| 2    | 永住者           | 77   |
| 3    | 留学             | 69   |
| 4    | 日本人の配偶者等 | 69   |

都道府県別（4位まで）
| 順位 | 都道府県 | 人数 |
| ---- | -------- | ---- |
| 1    | 東京     | 117  |
| 2    | 神奈川   | 44   |
| 3    | 京都     | 22   |
| 4    | 兵庫     | 21   |

## 著名人
- マルティン・カフカ
- ヤクブ・スラデック
- 隆の山俊太郎
- イワン・ハシェック
- ヴィェンツェスラヴァ・ハドリチコヴァー
- ミラン・ブラッハ